# 古巴全国扫盲运动

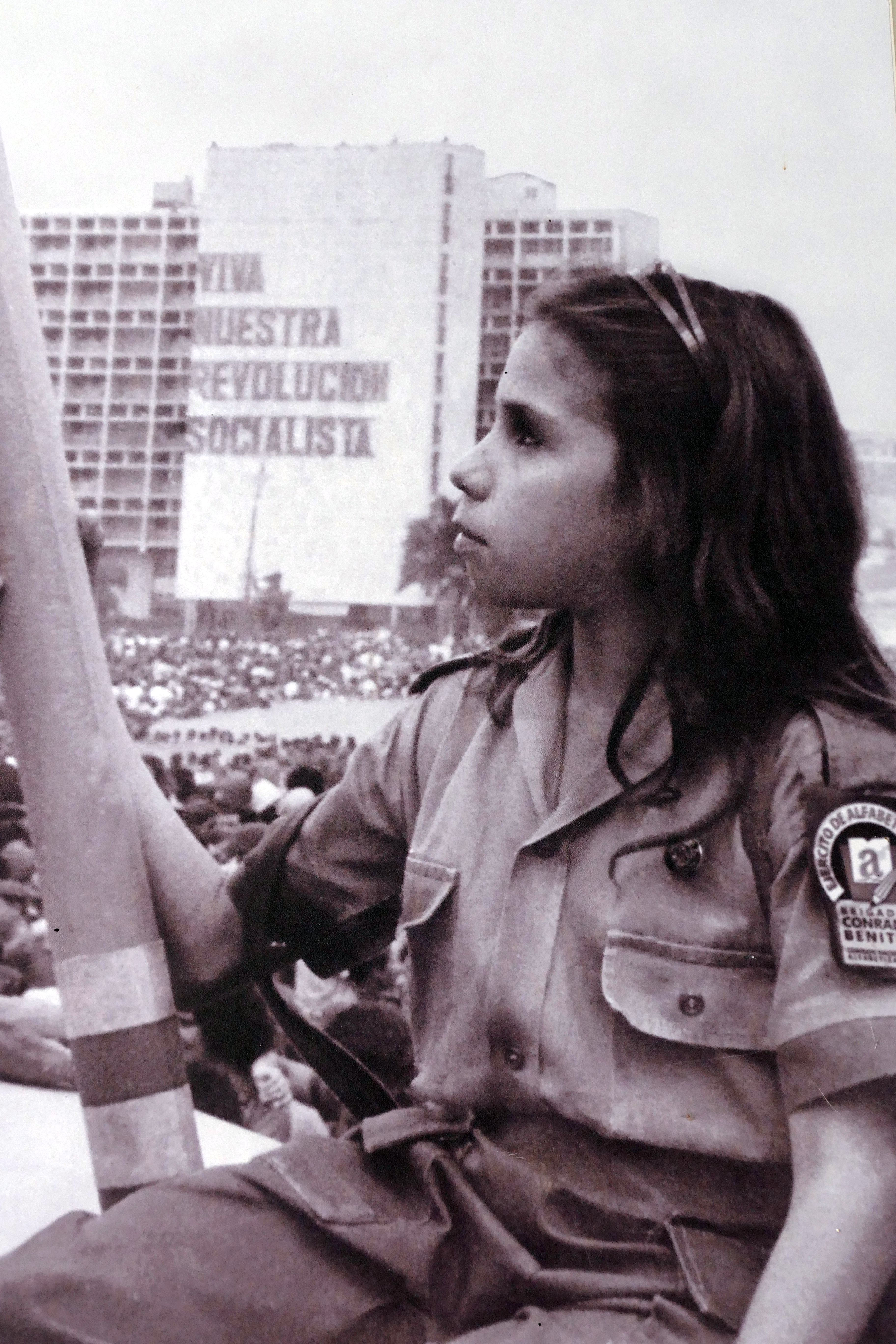
身穿志愿者制服、手持铅笔的年轻人，是扫盲运动胜利的象征。

古巴全国扫盲运动（西班牙語：Campaña Nacional de Alfabetización en Cuba）是古巴政府在切·格瓦拉的倡议下发起的一项全国性运动，旨在降低文盲率并提高受教育人口比例。这项运动于1960年开始筹备，并于1961年12月22日正式结束，当时古巴政府在革命广场宣布古巴为“无文盲地区”。1958年，古巴城市居民的文盲率为11%，而农村则高达41.7%。通过这场运动，1961年文盲率降至3.9%。1961年也因此被古巴政府宣布为“教育年”。